# Distretto di Qingyuan
Il distretto di Qingyuan (清苑区S, QīngyuànP) è un distretto della Cina, situato nella provincia di Hebei e amministrato dalla prefettura di Baoding.